# Lydia Artymiw
Lydia Artymiw, originaria de Filadelfia, Pensilvania, es una pianista clásica estadounidense y profesora emérita de piano de la cátedra McKnight en la Facultad de Artes Liberales de la Universidad de Minnesota.  

## Formación
Artymiw nació en Filadelfia de padres ucranianos y comenzó a estudiar piano a los cuatro años con George Oransky en el Instituto de música ucraniano. Sus principales maestros fueron, de 1962 a 1967, Freda Pastor Berkowitz, en el Curtis Institute of Music de Filadelfia (donde enseñó durante más de cincuenta años) y Gary Graffman, su principal mentor, con quien estudió de 1967 a 1979, también en el Curtis. Artymiw se graduó summa cum laude de la Universidad de las Artes de Filadelfia en 1973, que la honró con un premio de "Alumna Distinguida" en 1991.

## Carrera
Artymiw ha actuado como solista con más de 100 orquestas de todo el mundo, incluidas la Orquesta Sinfónica de Boston, la Orquesta de Cleveland, la Orquesta de Filadelfia, la Filarmónica de Nueva York, la Orquesta de Minnesota, la Orquesta Filarmónica de Los Ángeles y las Sinfónicas de Estados Unidos, Baltimore, Búfalo, Cincinnati, Detroit, Pittsburgh, St. Louis, San Francisco, Kansas City, Seattle y Florida, y las Orquestas de Cámara de St. Paul y St. Luke. 
También ha actuado en más de 50 festivales, incluidos los de Marlboro, Mostly Mozart, Aspen, Caramoor, South Mountain, Chautauqua, Hollywood Bowl, Newport, Maverick, Music Mountain, Seattle, Bellingham, Bay Chamber, Chamber Music Northwest, Eastern Shore Maryland, Grand Canyon, Bravo! Vail, Ouray, Tucson, Bantry, Round Top, Meadowmount, Montreal, Virginia Waterfront, Hampden-Sydney, RPPF y St. Barts. 
En música de cámara ha colaborado con los cuartetos Alexander, American, Borromeo, Concord, Daedalus, Guarnerius, Miami, Orion y de Tokio, así como en recitales a dúo con Arnold Steinhardt, Michael Tree, Kim Kashkashian, Marcy Rosen, Pina Carmirelli, Benita Valente, John Aler y Yo-Yo Ma. Fue miembro del Trío Steinhardt-Artymiw-Eskin con Arnold Steinhardt y Jules Eskin durante diez años. 
También ha realizado recitales de piano en solitario en la mayoría de las principales ciudades estadounidenses, así como en Canadá, Inglaterra, Escocia, Irlanda, Finlandia, Suiza, Alemania, Italia, Francia, Estonia, Ucrania, China, Taiwán, Corea, Filipinas, Singapur y Nueva Zelanda.
Obtuvo el tercer premio en el concurso internacional de piano de Leeds de 1978 (Reino Unido) y fue finalista en el concurso Leventritt de 1976 (EE. UU.), año en el que no se entregó ningún primer premio. También recibió la Beca de Carrera Avery Fisher en 1987 y el Premio de Música de Cámara Andrew Wolf en 1989. Artymiw ha sido jurado de multitud de Concursos de Piano como el Charles Wadsworth de 2022 en Georgia, el Primer Concurso Internacional de piano China de 2019 (Beijing), el Concurso Internacional de Piano Lang Lang de Futian en 2017, el Primer Concurso y Festival Internacional de Piano Juvenil Van Cliburn de 2015, y para los Concursos Internacionales de Piano William Kapell, Esther Honens, Wisconsin PianoArts, Pro Musicis y de Nueva York. En 2024 fue jurado del OSM (Concurso Internacional de Piano de Montreal) y del Concurso Internacional de Piano Gina Bachauer en Utah.
Lydia Artymiw es profesora emérita distinguida de piano de la cátedra McKnight en la Universidad de Minnesota, donde fue miembro del cuerpo docente entre 1989 y 2020.  En 2000, recibió la Medalla del Decano de la Facultad de Artes Liberales de la Universidad de Minnesota. En 2015, Artymiw recibió el Premio por Contribuciones Destacadas a la Educación de Postgrado, Posgrado y Profesional 2015 otorgado por la Junta de Regentes. Desde 2015, Artymiw ha sido profesora invitada de piano en la Escuela Juilliard. Dictó clases magistrales de piano tanto en la Juilliard como en el Curtis en 2016, así como en la Manhattan School of Music en 2021.
Ha grabado para los sellos discográficos Chandos, Centaur, Pantheon, Artegra y Bridge. Sus grabaciones han recibido premios de Gramophone (Mejor del Año) y Ovation (Mejor del Mes), y fue nominada a un premio Grammy en 2019 junto con la violonchelista Marcy Rosen por su álbum de "Las Obras Completas para Violonchelo y Piano de Felix Mendelssohn". Su CD Chandos de "Las Estaciones" de Chaikovski fue un gran éxito que vendió más de 20.000 copias y aún se imprime.